# Pequeños milagros
Pequeños Milagros (Little Miracles) es una película argentina dirigida por Eliseo Subiela que lanzó la casa productora Promisa. Se estrenó en Argentina, el 4 de septiembre de 1997.

## Argumento
Rosalía es una muchacha introvertida y tímida que trabaja como cajera en un supermercado. Está firmemente convencida de que es un hada y de que se quedó atrapada en este mundo. Un día descubre que es capaz de mover objetos con su mente y tiene la esperanza de hacer realidad la posibilidad de ayudar a la gente con este don. Santiago, un joven solitario, conoce a Rosalía a través de una cámara que instaló en una parada de autobús. Día a día la observa, sin sospechar que ella también busca el amor y un milagro los acercará.
Durante la película se intercalan entre los diálogos referencias textuales de Alejandro Casona (Mi querida queridísima…); así como versos de Fernando Pessoa (Todos los ocasos se fundieron en mi alma... o ¡Hay tan poca gente que ame los paisajes que no existen!...), entre otros. También, dentro de la música de la película se puede escuchar recurrentemente el famoso Adagio de Alessandro Marcello (Concierto para oboe en Re menor).
A decir de Eliseo Subiela, “en Pequeños Milagros se muestra (más que se cuenta) la historia de una mujer que se cree hada. Esta película es un cuento para adultos heridos y asustados frente a la noche. Adultos necesitados de recuperar algo de la niñez perdida: un poco de fantasía y amor”.

## Reparto
- Héctor Alterio como Padre de Rosalía
- Antonio Birabent como Santiago
- Mónica Galán como Susana
- Julieta Ortega como Rosalía
- Ana María Picchio como Madre de Rosalía
- Francisco Rabal como Don Francisco
- Guadalupe Subiela como Hada
- Maricel Álvarez como

## Ficha técnica
- Dirección: Eliseo Subiela, Aldo Romero
- Guion: Eliseo Subiela
- Producción: Eliseo Subiela, Omar Romay y Ricardo Avelluto
- Fotografía: Daniel Rodríguez Maseda
- Música: Osvaldo Montes, Alessandro Marcello
- Sonido: Carlos Abbate
- Protagonistas: Julieta Ortega, Héctor Alterio, Antonio Birabent, Mónica Galván y Francisco Rabal.
- Montaje: Marcela Sáenz
- Dirección de arte: Margarita Jusid y Rubén Greco
- Datos y cifras:
  - País: Argentina
  - Año: 1997
  - Género: Drama
  - Duración: 106 min

## Premios y nominaciones
Premios
Grand Prix en el Festival Internacional de Filmes por la Infancia y la Juventud, Túnez, 1999.
Nominaciones
Nominada a dos premios Cóndor.
Nominada a Mejor Película del Festival de Sitges, 1997.